# Gerardo Herrero
Gerardo Herrero (Madrid, 28 de gener de 1953) és un director de cinema, guionista i productor cinematogràfic espanyol.

## Biografia
Llicenciat en Dret per la Universitat Complutense de Madrid, fundà, juntament amb Javier López Blanco, la productora Tornasol Films el 1987, i des de llavors ha finançat diversos documentals per a TVE a més de 50 llargmetratges de ficció.
La seva primera obra produïda fou La boca del lobo (La boca del llop), de Francisco José Lombardi. El primer èxit de crítica i pública l'obtingué amb Guantanamera el 1995, de Tomás Gutiérrez Alea i Juan Carlos Tabío, una comèdia rodada a Cuba sobre una família que ha de recórrer tota l'illa per enterrar a la seva ciutat natal una tia que acaba de morir. El seu debut com a director fou Malena es un nombre de tango (Malena és un nom de tango, 1996), basada en una novel·la d'Almudena Grandes. El 1997 rodà Territorio comanche, una història de tres corresponsals de guerra a Sarajevo, basada en la novel·la homònima d'Arturo Pérez-Reverte. Basada en la novel·la La conquista del aire (La conquesta de l'aire) de Belén Copegui, dirigí el 2000 la pel·lícula Las razones de mis amigos (Les raons dels meus amics).
El maig del 2014 començà el rodatge de La playa de los ahogados (La platja dels ofegats), pel·lícula basada en el best-seller homònim de Domingo Villar.
Entre el 1993 i el 1994 presidí l'Acadèmia de les Arts i les Ciències Cinematogràfiques d'Espanya; és membre fundador de l'Escola de Cinema de la Comunitat de Madrid i promotor del Programa Ibermedia, un fons per al desenvolupament de la indústria audiovisual iberoamericana. Entre el 1997 i el 1999 fou president de la Federació d'Associació de Productros Audiovisuals Espanyols i fins al 2001 fou secretari general de la Federació Iberoamericana de Productors Cinematogràfics i Audiovisuals.

## Filmografia

### Director
- 1987 • Al acecho
- 1994 • Desvío al paraíso
- 1995 • Malena es un nombre de tango
- 1997 • Territorio comanche
- 1998 • Frontera Sur
- 1999 • América mía
- 2000 • Las razones de mis amigos
- 2001 • El lugar donde estuvo el paraíso
- 2003 • El misterio Galíndez
- 2004 • El principio de Arquímedes
- 2004 • Ni locas, ni terroristas
- 2005 • Heroína
- 2005 • Los aires difíciles
- 2007 • Una mujer invisible
- 2008 • Que parezca un accidente
- 2009 • El corredor nocturno
- 2012 • Silencio en la nieve
- 2013 • Lejos del mundo
- 2013 • Crimen con vista al mar
- 2014 • La playa de los ahogados
- 2023 • Bajo terapia

### Productor
- 1987 • Rumbo norte, de Jose Miguel Ganga
- 1987 • Mientras haya luz, de Felipe Vega
- 1988 • La boca del lobo, de Francisco J. Lombardi
- 1990 • Caídos del cielo, de Francisco J. Lombardi
- 1992 • Un paraguas para tres, de Felipe Vega
- 1992 • Le journal de Lady M, d'Alain Tanner
- 1994 • Desvío al paraíso, de Gerardo Herrero
- 1994 • Guantanamera, de Tomás Gutiérrez Alea
- 1995 • Malena es un nombre de tango, de Gerardo Herrero
- 1996 • Éxtasis, de Mariano Barroso
- 1996 • Bajo la piel, de Francisco J. Lombardi
- 1997 • Cosas que dejé en La Habana, de Manuel Gutiérrez Aragón
- 1997 • Martín (Hache), d'Adolfo Aristarain
- 1997 • Mensaka, de Salvador García Ruiz
- 1998 • El pianista, de Mario Gas
- 1999 • El corazón del guerrero, de Daniel Monzón
- 2000 • Nueces para el amor, d'Alberto Lecchi
- 2000 • El otro barrio, de Salvador García Ruiz
- 2000 • Lista de espera, de Juan Carlos Tabío
- 2000 • Las razones de mis amigos, de Gerardo Herrero
- 2000 • Sé quién eres, de Patricia Ferreira
- 2000 • Krámpack, de Cesc Gay
- 2000 • Tinta roja, de Francisco J. Lombardi
- 2000 • Kasbah, de Mariano Barroso
- 2000 • Le harem de Mme Osmane, de Nadir Moknèche
- 2001 • El hijo de la novia, de Juan José Campanella
- 2001 • Sin vergüenza, de Joaquim Oristrell
- 2001 • Hombres felices, de Roberto Santiago
- 2001 • L'amore imperfetto, de Giovanni Davide Maderna
- 2002 • Lugares comunes, d'Adolfo Aristarain
- 2002 • El último tren, de Diego Arsuaga
- 2002 • Rosa la china, de Valeria Sarmiento
- 2002 • Aunque estés lejos, de Juan Carlos Tabío
- 2003 • La vida mancha, d'Enrique Urbizu
- 2003 • El misterio Galíndez/The Galindez File, de Gerardo Herrero
- 2003 • A la ciutat, de Cesc Gay
- 2004 • Luna de Avellaneda, de Juan José Campanella
- 2004 • La vida que te espera, de Manuel Gutiérrez Aragón
- 2004 • Nubes de verano, de Felipe Vega
- 2004 • Machuca, d'Andrés Wood
- 2004 • Seres queridos, de Dominic Harari
- 2004 • Inconscients, de Joaquim Oristrell
- 2004 • Perder es cuestión de método, de Sergio Cabrera
- 2005 • El penalti más largo del mundo, de Roberto Santiago
- 2005 • Hormigas en la boca, de Mariano Barroso
- 2005 • Heroína, de Gerardo Herrero
- 2005 • Los aires difíciles, de Gerardo Herrero
- 2006 • Días azules, de Miguel Santesmases
- 2008 • The Oxford Murders, d'Álex de la Iglesia
- 2009 • El secreto de sus ojos, de Juan José Campanella
- 2009 • Las viudas de los jueves, de Marcelo Piñeyro
- 2012 • Todos tenemos un plan, d'Ana Piterbarg

## Premis i nominacions

### Nominacions
- 1992: Goya al millor curtmetratge per Ni contigo ni sin ti
- 1997: Lleó d'Or per Territorio Comanche
- 1998: Conquilla d'Or per Frontera Sur
- 2010: Goya a la millor pel·lícula per El secreto de sus ojos
- 2011: Goya a la millor pel·lícula per Balada triste de trompeta
- 2014: Goya a la millor pel·lícula per 15 años y un día